# Taça de Portugal 2011-2012
La Taça de Portugal 2011-2012 è la 72ª edizione del torneo. È iniziata il 27 agosto 2011 e si è conclusa il 20 maggio 2012. L'Académica si è aggiudicata il titolo per la seconda volta.

## Terzo turno
| Squadra 1            | Risultato         | Squadra 2          |
| -------------------- | ----------------- | ------------------ |
| Portimonense         | 0 – 2             | Benfica            |
| Pero Pinheiro        | 0 – 8             | Porto              |
| 1º Dezembro          | 1 – 3             | Braga              |
| Beira-Mar            | 0 – 1             | Marítimo           |
| Torreense            | 1 – 0             | Gil Vicente        |
| Famalicão            | 0 – 2             | Sporting Lisbona   |
| Espinho              | 1 – 1 (2 – 4 dtr) | São João de Ver    |
| Joane                | 0 – 1             | Gondomar           |
| Penafiel             | 3 – 2 dts         | Merelinense        |
| Portosantense        | 0 – 2             | Ribeira Brava      |
| Académica            | 1 – 0             | Oriental Lisbona   |
| Macedo de Cavaleiros | 1 – 1 (2 – 4 dtr) | Naval              |
| Trofense             | 1 – 2 dts         | Belenenses         |
| Desp. Aves           | 4 – 0             | Infesta            |
| Tirsense             | 3 – 1             | Sampedrense        |
| Mirandela            | 1 – 0             | Vitória Setúbal    |
| Lamego               | 1 – 4             | Covilhã            |
| Alcochetense         | 2 – 1             | União Leiria       |
| Santa Maria          | 1 – 1 (3 – 1 dtr) | Monsanto           |
| Feirense             | 0 – 1             | Nacional           |
| Lousada              | 1 – 0 dts         | Coimbrões          |
| Leixões              | 1 – 0             | Aljustrelense      |
| Anadia               | 2 – 3 dts         | Tondela            |
| Vizela               | 2 – 2 (3 – 1 dtr) | Fafe               |
| Juventude de Évora   | 2 – 0             | Esperança de Lagos |
| Sporting Pombal      | 1 – 7             | Oliveirense        |
| Moreirense           | 3 – 1             | Pontassolense      |
| Pampilhosa           | 0 – 3             | Olhanense          |
| Vitória Guimarães    | 2 – 1             | Moura              |
| Paços Ferreira       | 1 – 0             | Chaves             |
| Estoril Praia        | 3 – 1             | Vila Meã           |
| Rio Ave              | 5 – 2             | Sousense           |

## Quarto turno
Le partite si sono giocate tra il 18 e il 20 novembre 2011.
| Squadra 1          | Risultato         | Squadra 2         |
| ------------------ | ----------------- | ----------------- |
| Naval              | 0 – 1             | Benfica           |
| Moreirense         | 7 – 1             | Lousada           |
| Académica          | 3 – 0             | Porto             |
| Mirandela          | 1 – 1 (5 – 4 dtr) | Gondomar          |
| São João de Ver    | 0 – 3             | Tirsense          |
| Alcochetense       | 0 – 0 (2 – 4 dtr) | Olhanense         |
| Juventude de Évora | 0 – 1             | Marítimo          |
| Rio Ave            | 2 – 3 dts         | Torreense         |
| Leixões            | 1 – 0             | Santa Maria       |
| Belenenses         | 2 – 0             | Vizela            |
| Ribeira Brava      | 0 – 0 (5 – 4 dtr) | Covilhã           |
| Estoril Praia      | 2 – 1 dts         | Penafiel          |
| Tondela            | 0 – 1             | Oliveirense       |
| Paços Ferreira     | 2 – 2 (4 – 5 dtr) | Nacional          |
| Desp. Aves         | 0 – 0 (3 – 2 dtr) | Vitória Guimarães |
| Sporting Lisbona   | 2 – 0             | Braga             |

## Ottavi di finale
Le partite si sono giocate tra il 1º e il 5 dicembre 2011.
| Squadra 1        | Risultato         | Squadra 2     |
| ---------------- | ----------------- | ------------- |
| Moreirense       | 2 – 1             | Torreense     |
| Marítimo         | 2 – 1             | Benfica       |
| Estoril Praia    | 2 – 2 (2 – 4 dcr) | Olhanense     |
| Mirandela        | 1 – 1 (3 – 4 dcr) | Oliveirense   |
| Desp. Aves       | 2 – 1 dts         | Ribeira Brava |
| Tirsense         | 0 – 0 (3 – 4 dtr) | Nacional      |
| Leixões          | 2 – 5 (dts)       | Académica     |
| Sporting Lisbona | 2 – 0             | Belenenses    |

## Quarti di finale
Le partite si sono giocate tra il 21 e il 22 dicembre 2011.
| Squadra 1        | Risultato         | Squadra 2  |
| ---------------- | ----------------- | ---------- |
| Académica        | 3 – 2             | Desp. Aves |
| Sporting Lisbona | 3 – 0             | Marítimo   |
| Oliveirense      | 2 – 1             | Olhanense  |
| Moreirense       | 2 – 2 (5 – 6 dtr) | Nacional   |

| Arbitro: | Capela |

|                           |           |                          |
| Éder 4’ Berger 37’ Ba 76’ | Marcatori | 11’ Pires 90+1’ Bischoff |

| Arbitro: | Dias |

|                                                   |           |  |
| Carrillo 49’ Van Wolfswinkel 60’ (rig.) Insúa 82’ | Marcatori |  |

| Arbitro: | Gomes |

|                             |           |          |
| Clemente 25’ Rui Lima 45+2’ | Marcatori | 11’ Cauê |

| Arbitro: | Dias |

|                                |                      |                                         |
| Espinho 50’ (rig.) Moreira 88’ | Marcatori            | 1’ (rig.) Claudemir 20’ Diego Barcellos |
|                                | Tiri di rigore 5 – 6 |                                         |

## Semifinali
L'andata si è giocata l'11 gennaio, il ritorno l'8 febbraio 2012.
| Squadra 1        | Totale | Squadra 2   | Andata | Ritorno |
| ---------------- | ------ | ----------- | ------ | ------- |
| Sporting Lisbona | 5 – 3  | Nacional    | 2 – 2  | 3 – 1   |
| Académica        | 3 – 2  | Oliveirense | 1 – 0  | 2 – 2   |

### Andata
| Arbitro: | Paulo Baptista |

|                         |           |                           |
| Elias 75’ Schaars 90+5’ | Marcatori | 36’ Rondón 45+1’ Candeias |

| Arbitro: | Carlos Xistra |

|           |           |  |
| Sow 90+5’ | Marcatori |  |

### Ritorno
| Arbitro: | Marco Ferreira |

|                                 |           |                 |
| Clemente 18’ Adriano 28’ (rig.) | Marcatori | 20’ 55’ Marinho |

| Arbitro: | Pedro Proença |

|                    |           |                                                           |
| Diogo Barcelos 64’ | Marcatori | 19’ Rinaudo 75’ (rig.) van Wolfswinkel 90+2’ João Pereira |

## Finale
| Arbitro: | Paulo Baptista |

|  |           |            |
|  | Marcatori | 3’ Marinho |

| Sporting | Académica de Coimbra |

| Sporting Lisbona |    |                       |       |     |
|                  |    |                       |       |     |
| P                | 1  | Rui Patrício          |       |     |
| TD               | 47 | João Pereira          | 35’   |     |
| DC               | 4  | Ânderson Polga (c)    |       |     |
| DC               | 5  | Oguchi Onyewu         |       |     |
| TD               | 48 | Emiliano Insúa        | 45+2’ | 69’ |
| CC               | 8  | Stijn Schaars         | 73’   |     |
| CC               | 77 | Elias                 | 44’   | 46’ |
| TRQ              | 14 | Matías Fernández      |       | 77’ |
| AD               | 18 | André Carrillo        |       |     |
| AS               | 11 | Diego Capel           |       |     |
| A                | 9  | Ricky van Wolfswinkel |       |     |
| Sostituti:       |    |                       |       |     |
| POR              | 12 | Marcelo Boeck         |       |     |
| DIF              | 25 | Bruno Pereirinha      |       |     |
| DIF              | 3  | Daniel Carriço        |       |     |
| CEN              | 28 | André Martins         |       | 69’ |
| CEN              | 10 | Marat Izmajlov        |       | 46’ |
| ATT              | 17 | Jeffrén Suárez        |       | 77’ |
| ATT              | 33 | Diego Rubio           |       |     |
| Allenatore:      |    |                       |       |     |
| Ricardo Sá Pinto |    |                       |       |     |

| Académica     |    |                  |     |       |
|               |    |                  |     |       |
| P             | 12 | Ricardo          |     |       |
| TD            | 41 | Cédric Soares    | 33’ |       |
| DC            | 21 | Abdoulaye Ba     |     |       |
| DC            | 13 | João Real        |     |       |
| TS            | 55 | Hélder Cabral    |     |       |
| CC            | 50 | Diogo Melo (c)   | 23’ | 80’   |
| CC            | 10 | Adrien Silva     |     |       |
| CC            | 22 | David Simão      | 69’ | 69’   |
| A             | 20 | Marinho          |     | 90+1’ |
| A             | 23 | Diogo Valente    |     |       |
| A             | 36 | Edinho           |     |       |
| Sostituti:    |    |                  |     |       |
| POR           | 1  | Romuald Peiser   |     |       |
| DIF           | 2  | João Dias        |     |       |
| DIF           | 4  | Flávio Ferreira  |     | 69’   |
| DIF           | 26 | Nivaldo          |     |       |
| CEN           | 18 | Judikael Magique |     |       |
| CEN           | 19 | Rui Miguel       |     | 90+1’ |
| CEN           | 99 | Danilo           |     | 80’   |
| Allenatore:   |    |                  |     |       |
| Pedro Emanuel |    |                  |     |       |

| Vincitore Taça de Portugal 2011–12 |
| ---------------------------------- |
|                                    |
| Académica de Coimbra 2º Titolo     |